# Zalužická pahorkatina
Zálužická pahorkatina je geomorfologický podcelek Východoslovenské pahorkatiny. Nachází se v její východní části, poblíž Zemplínské šíravy, východně od Michalovců.

## Vymezení
Podcelek zabírá mírně zvlněnou část východně od střední části Východoslovenské pahorkatiny. Na severozápadě pokračuje krajinný celek Podvihorlatskou pahorkatinou, severním směrem území ohraničuje břeh Zemplínská šírava. Jižním směrem se rozkládá Východoslovenská rovina s podcelky Laborecká rovina, Iňačovská tabule, Senianský mokřad, Závadská tabule a Sobranecká rovina.

## Osídlení
Mírně zvlněné území je osídleno zejména v linii hlavní silnice I/19, vedoucí západo-východním směrem. Na západním okraji leží město Michalovce. Území vodní nádrže a úzký pobřežní pás zabírá chráněný areál Zemplínská šírava.

## Doprava
Centrální částí vede z Michalovců na Sobrance silnice I/19 a v její trase i Evropská silnice E50. Z okresního města na Vinné a severní břeh vede silnice II/582.